# Нерпичье (озеро, Камчатский край)
Не́рпичье (северо-восточная часть носит название Култучное) — солоноватое озеро в основании Камчатского полуострова, самое крупное в Камчатском крае, на южном берегу озера находится рабочий посёлок и порт Усть-Камчатск. Площадь — 552 км². Площадь водосборного бассейна — 2550 км². Высота над уровнем моря — 0,4 м.
Озеро лагунного типа — представляет собой остаток морского залива, который отделился от моря после медленного поднятия берега. Имеет неправильную форму с большим заливом, вытянутым на северо-восток (озеро Култучное, 104 км²). Средняя глубина 3,4 м, максимальная глубина 12 м.
Берега сильно заболочены. Протокой Озёрной связано с устьем реки Камчатка. Впадает 117 мелких рек и ручьёв. Питание снего-дождевое. Соединяется с Камчатским заливом Тихого океана. Геологические исследования показали, что цунами 1923 года достигало в районе озера высоты 10 м.
В Нерпичьем обитает особая форма озёрной сельди. Помимо сельди, в озере водятся лосось, некоторые виды карповых, хариус, корюшка.